# Чернушка лигея
Чернушка лигея, или чернушка Лигея, или чернушка кофейная, или коричневый сатир (лат. Erebia ligea) — дневная бабочка из семейства бархатниц, вид рода Erebia.

## Название
Лигея (греческая мифология) — нимфа пинейской богини Кирены.
Согласно другому источнику, латинское видовое название означает «просветлённая», что связано с белым пятном на нижней стороне заднего крыла.

## Описание
Длина переднего крыла 19—26 мм. Крылья бурые, сверху на переднем крыле на кирпичном поперечном крыле-перевязи внешнего поля; вверху крупный сдвоенный чёрный глазок и ниже ещё один, но раза в четыре меньше. На заднем крыле на внешнем поле на пятнышках кирпичного цвета располагается до четырёх мелких глазков. Снизу расположение глазков такое же, на заднем крыле около них белая полоска или пятна.

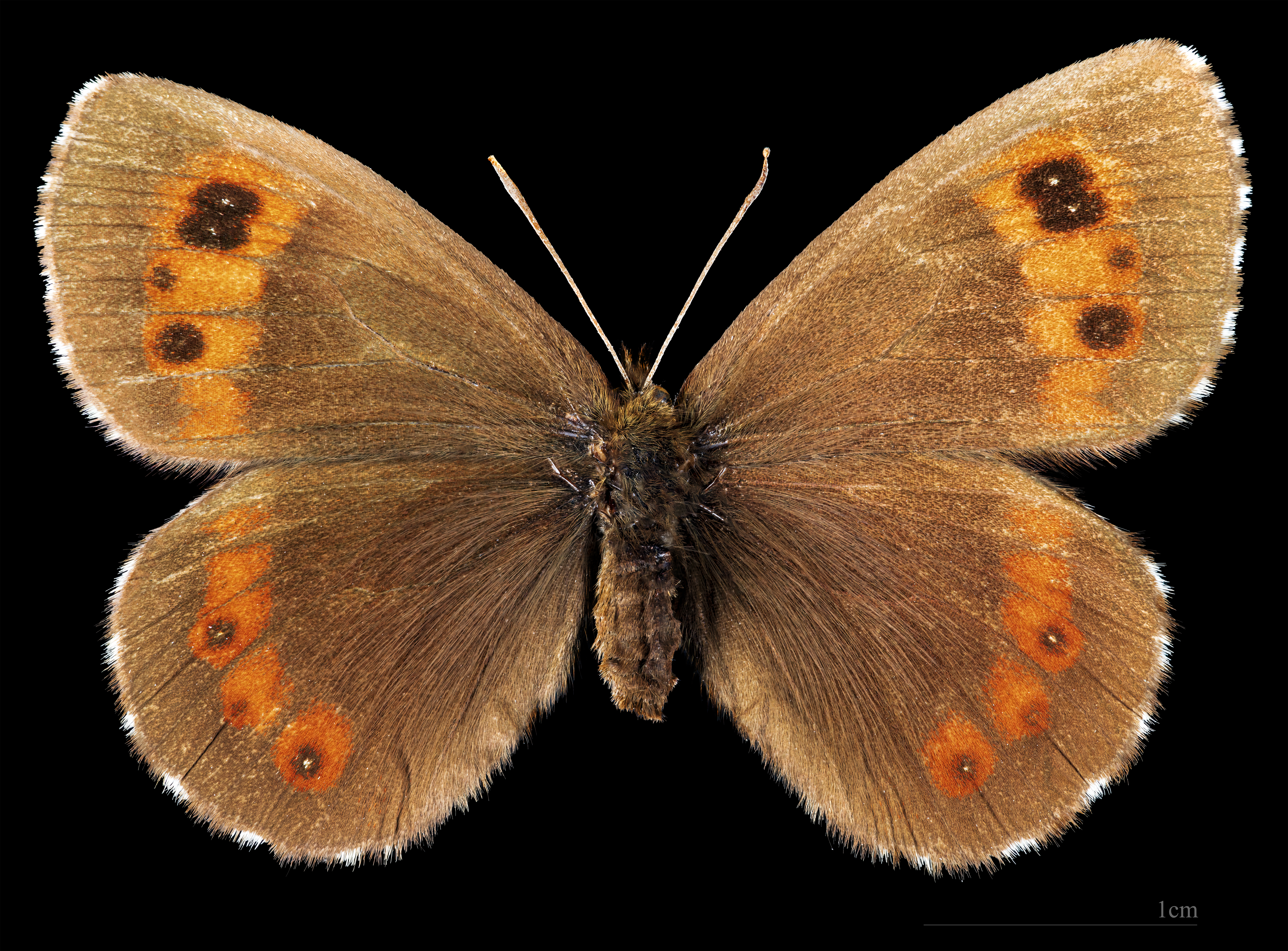
Erebia ligea ligea ♀
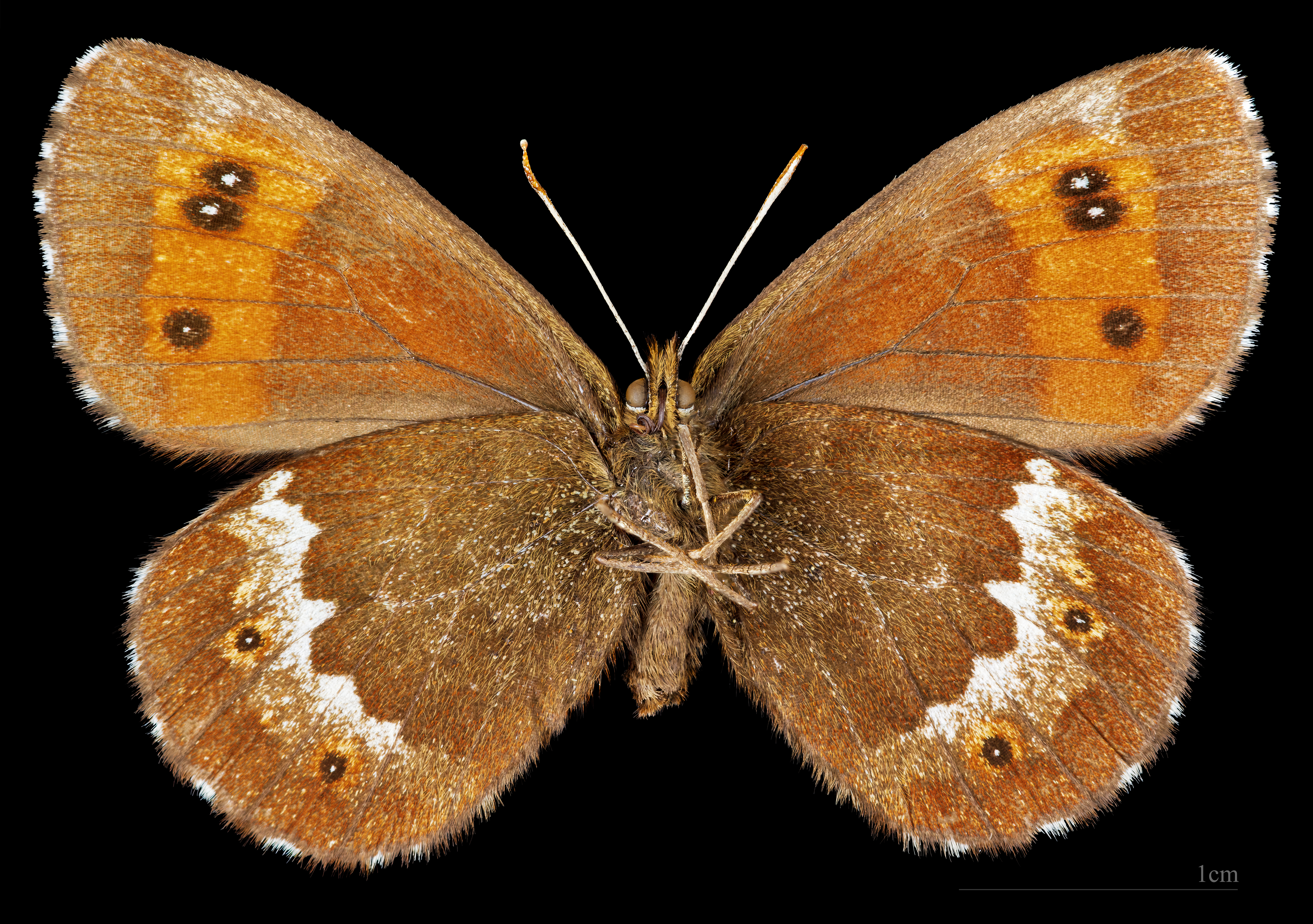
Erebia ligea ligea  ♀ △

У самца тёмные адрокониальные пятна за центральной ячейкой.

## Распространение
Лесная зона Евразии, кроме континентальных районов севера Сибири, прилежащие горные страны, Южный Ямал, Сахалин, Япония (остров Хонсю). В Восточной Европе широко распространена в лесной и лесотундровой зоне от Скандинавии, Кольского полуострова и Прибалтики вплоть до Урала. В Беларуси вид известен только из Минской и Витебской областей. В южном направлении после разрыва ареала в Центральной Польше вид встречается вновь в Карпатах. Локальные, но достаточно стабильные, популяции известны в средней полосе России вплоть до Среднего Урала. На Урале, а также в Карелии местами обычен. Южная граница распространения в России проходит по Пензенской области и Татарстану.
В Восточной Европе вид населяет различные биотопы. В Мурманской области встречается в березняках, на опушках с луговой растительностью, в Хибинах — заселяет криволесье из березы извилистой. В лесном поясе Польши, Прибалтики, Беларуси и России локален, местами обитания вида являются лесные опушки, поляны, обочины дорог в сырых лесах с обязательным присутствием ели. На севере Ленинградской области и юге Карелии встречается по сухим опушкам сосновых лесов. В тайге встречается по олиготрофным болотам. В Северной Карелии наблюдались также на сухих злаковых лугах у беломорской литорали. На Урале заселяет горно-лесной и подгольцовый пояс. В Карпатах и Закарпатье распространён на лесных опушках и полянах, вырубках, просеках, на высотах от 150 до 1900 м над ур.м.
В северной Азии встречается по луговым местам в хвойных и смешанных, особенно сырых лесах, в кустарничковых тундрах (Южный Ямал, Камчатка).

## Биология
Вид развивается в одном поколении и для него характерен бициклизм развития. В северной Азии может развиваться в двух поколениях. Лет имаго в северной части ареала отмечается с середины июля до середины августа по чётным годам, крайне редко бывают «срывы» годичных циклов, и вид отмечается в нечетные года (например в Прибалтике). В Украинских Карпатах лет бабочек начинается с 20 июня и продолжается до конца августа, а пик численности наблюдается в июле.
Бабочки питаются на цветках крестовника (Senecio nemorensis), нивяника обыкновенного, девясила иволистного, а также лютика ползучего, герани лесной, душицы обыкновенной, недоспелки копьевидной, сныти обыкновенной.

## Жизненный цикл
Самка откладывает одиночные яйца у основания различных злаков. Яйца овальные, ребристые, беловатые или красновато-жёлтые, позже цвет меняется на фиолетово-серый. Яйца откладываются по одному на старые листья и почву. Продолжительность фазы яйца длится около двух недель.
Молодые гусеницы зимуют. На широтах Беларуси гусеница зимует дважды. В Северной Азии гусеница зимует первый раз в хорионе яйца. Взрослая гусеница светло желтовато-коричневая с тёмной полоской вдоль спины и двумя беловатыми линиями на каждом боку. Тело в коротких волосках. Дыхальца тёмные. Голова жёлто-серая с двумя белыми поперечными полосками. Гусеница обычно зимует в четырёхмесячном возрасте, хотя иногда окукливается до зимовки. Кормовые растения — бор развесистый, а также злаки родов вейник, луговик, росичка, просо, мятлик и осоки.
Куколка охристо-коричневая. На крыловых зачатках проступают тёмные жилки. На брюшных сегментах тёмные точки и полоски. Располагается свободно в подстилке или на почве в мелкой выемке.

## Подвиды
Выделяется несколько подвидов. Статус некоторых из них оспаривается.
- Erebia ligea carthusianorum (Fruhstorfer, 1909) Карпатский подвид. Отличается более крупными размерами, сливающимися светлыми колечками чёрных глазков на верхней стороне, как передних, так и задних крыльев, которые образуют широкие сплошные яркие оранжево-красные перевязи. Тёмный фон на нижней стороне заднего крыла снаружи четко отчерчен светлым полем, а спереди белой перевязью, которая в анальной половине распадается на отдельные пятна. Редко у самцов описанные пятна могут отсутствовать (у номинативного подвида обычно имеются только два белых пятна у переднего края и на диске). Ареал включает Баварское нагорье, Силезию, Карпаты и Трансильванию, Северную Австрию[1]. В Восточных Карпатах и Закарпатье подвид населяет высоты от 150 до 1900 м н. ур. м.

- Erebia ligea kamensis (Krulikovsky, 1909),
- Eerebia ligea dovrensis Strand, 1902,
- Erebia ligea eumonia Ménétries, 1859
- Erebia ligea herculeana Warren, 1931,
- Erebia ligea takanonis Matsumura, 1909
- Erebia ligea sachaliensis Matsumura, 1928,
- Erebia ligea rishirizana Matsumura, 1928,
- Erebia ligea lapponica Henriksen, 1982,
- Erebia ligea nikostrate Fruhstorfer, 1909,